# Morght
株式会社Morght（モート）は、東京都港区の企業。D2C寝具ブランド「NELL」の企画・販売を行う。

## 概要
2018年5月23日に土井皓貴が創業。
社名のMorghtは、朝（Morning）と夜（Night）を組み合わせた造語「朝起きてから夜寝るまでの人々の生活を豊かにする」をミッションに掲げている。
「家具の街」として知られる福岡県大川市の老舗マットレス工場と共同開発した、寝返りに特化したマットレス「NELLマットレス」を取り扱う。
月間PV数において日本最大級の睡眠メディア「WENELL（ウィーネル）」を運営している。

## 沿革
- 2018年5月 - 株式会社Morght創業[1]
- 2020年10月 - NELLマットレス販売開始[4]
- 2021年12月 - 初のTVCMを福岡県にて実施[5]
- 2022年2月 - 加治ひとみ初主演のWEBドラマ『ワタシとワタシの過ごし方』配信[6]。
- 2022年7月 - オフィスを港区南青山に移転[7]
- 2022年8月 - 関西エリアでのTVCM 放映[8]
- 2022年9月 - 完全受注生産のハイエンドモデル『NELLマットレス Model H』 販売開始[9]